# La Ferté-en-Ouche
La Ferté-en-Ouche es una comuna nueva francesa situada en el departamento de Orne, de la región de Normandía.

## Historia
Fue creada el 1 de enero de 2016, en aplicación de una resolución del prefecto de Orne de 29 de octubre de 2015 con la unión de las comunas de Anceins, Bocquencé, Couvains, Gauville, Glos-la-Ferrière, Heugon, La Ferté-Frênel, Monnai, Saint-Nicolas-des-Laitiers y Villers-en-Ouche, pasando a estar el ayuntamiento en la antigua comuna de La Ferté-Frênel.

## Demografía
| Gráfica de evolución demográfica de La Ferté-en-Ouche entre 1800 y 2013 |
|                                                                         |

Los datos entre 1800 y 2013 son el resultado de sumar los parciales de las diez comunas que forman la nueva comuna de La Ferté-en-Ouche, cuyos datos se han cogido de 1800 a 1999, para las comunas de Anceins, Bocquencé, Couvains, Gauville, Glos-la-Ferrière, Heugon, La Ferté-Frênel, Monnai, Saint-Nicolas-des-Laitiers y Villers-en-Ouche de la página francesa EHESS/Cassini. Los demás datos se han cogido de la página del INSEE.

## Composición
| Comuna delegada            | Código INSEE | Población (2013) | Superficie (km²) | Densidad (hab./km²) |
| -------------------------- | ------------ | ---------------- | ---------------- | ------------------- |
| Anceins                    | 61003        | 223              | 12.33            | 18                  |
| Bocquencé                  | 61047        | 146              | 10.15            | 14                  |
| Couvains                   | 61136        | 176              | 17.93            | 10                  |
| Gauville                   | 61184        | 593              | 21.51            | 28                  |
| Glos-la-Ferrière           | 61191        | 544              | 12.63            | 43                  |
| Heugon                     | 61205        | 240              | 15.70            | 15                  |
| La Ferté-Frênel            | 61167        | 642              | 7.70             | 83                  |
| Monnai                     | 61282        | 236              | 15.52            | 15                  |
| Saint-Nicolas-des-Laitiers | 61434        | 87               | 7.09             | 12                  |
| Villers-en-Ouche           | 61506        | 347              | 11.13            | 31                  |